# Рыхлов, Юрий Михайлович
Юрий Михайлович Рыхлов (род. 22 мая 1958 или 22 августа 1958, Ленинград) — советский и российский хоккеист, нападающий. Мастер спорта СССР. Тренер.
Родился в Ленинграде. Воспитанник колпинского хоккея, учился в школе № 478 Играл в юношеской и юниорской командах СКА. Бо́льшую часть карьеры провёл в низших лигах, играя за команды Ленинграда/Санкт-Петербурга «Судостроитель» (1977/78 — 1978/79), ВИФК / СКА-2 (1979/80, 1981/82, 1992/93), «Ижорец» (1982/83 — 1988/89, 1991/92, 1995/96 — 1996/97). В составе СКА дебютировал в сезоне 1978/79, проведя один матч в плей-офф. Играл за команду в сезонах 1980/81, 1992/93. Сезон 1989/90 отыграл в липецком «Тракторе». Выступал за клубы «Сентерс» Пиетарсаари (Финляндия, 1990/91 — 1991/92), «Милано Сайма» (Италия, 1993/94), «Мальмбергет» (Швеция, 1994/95).
Чемпион мира среди ветеранов (1996).
Окончил факультет зимних Олимпийских видов спорта НГУ имени Лесгафта (2000), специальность теории и методики хоккея. Женат.
Работал тренером в клубах Швеции и Финляндии. Преподавал на кафедре хоккея в академии Лесгафта.
На рубеже 2000-х — 2010-х годов — тренер в белорусском клубе «Химик-СКА» Новополоцк.